# Actenicerus alternatus
Actenicerus aerosus é uma espécie de besouro click da família Elateridae. A espécie foi descrita cientificamente por Heyden em 1886.